# 七氟丁酸
七氟丁酸（英語：Heptafluorobutyric acid，或称作全氟丁酸，缩写HFBA或PFBA）是化学式为 C3F7COOH的有机化合物，可看作是丁酸的全氟衍生物，常在反相高效液相色谱（reverse-phase HPLC）中用作离子对试剂。